# Sandra Pires
Pour les articles homonymes, voir Pires.
Sandra Tavares Pires Nascimento, dite Sandra Pires ou Sandra, née le 16 juin 1973 à Rio de Janeiro (Brésil), est une joueuse de beach-volley brésilienne, désormais retraitée. Elle a notamment été Championne du Monde et Championne olympique de sa discipline.

## Carrière

### Les débuts
Sandra Pires commence sa carrière en 1993, en duo avec Karina Lins e Silva. À partir de 1994, elle commence une fructueuse collaboration avec sa compatriote Jackie Silva, gagnant plusieurs tournois Open et Wold Series entre 1994 et 1998.

### La consécration
Sandra Pires a remporté la Médaille d'or au tournoi inaugural de beach-volley féminin aux Jeux olympiques d'été d'Atlanta en 1996, en partenariat avec Jackie Silva.
Elle a également représenté son pays natal lors des Jeux olympiques d'été de 2000 à Sydney, en Australie, où elle a remporté la Médaille de bronze, faisant équipe avec Adriana Samuel.

### La fin de carrière
Elle entame un nouveau partenariat moins productif avec Adriana Samuel à la mi-1998 et jusqu'à fin 2000, une seule victoire au Tournoi Open de Marseille en 1998 venant couronner cette association.
Elle change alors plusieurs fois de partenaires entre 2000 et 2005, s'associant successivement à Tatiana Minello (2001), Leila Barros (2002), Ana Paula Connelly (2003-2004 : quatre victoires en Open et le Grand Chelem de Berlin en 2003) et enfin Agatha Bednarczuk (2005).
Elle participe sans succès à quelques tournois entre début 2006 et fin 2007 dans un rôle de tutrice pour de jeunes pousses, puis termine sa carrière au Tournoi Open brésilien de Guaruja en 2008 avec Leila Barros.

## Palmarès

### Jeux olympiques d'été
- Médaille d'or en 1996 à Atlanta avec Jackie Silva
- Médaille de bronze en 2000 à Sydney avec Adriana Samuel

### Championnats du Monde de beach-volley
- Médaille d'or en 1997 à Los Angeles avec Jackie Silva
- Médaille d'argent en 2001 à Klagenfurt avec Tatiana Minello

### Jeux panaméricains
- Néant